# Catholic News Service
Catholic News Service (CNS) je americká zpravodajská agentura patřící Konferenci katolických biskupů Spojených států (USCCB), která informuje o katolické církvi. 
Domácí služba agentury (Spojené státy) byla ukončena 30. prosince 2022, ale CNS nadále funguje a poskytuje zprávy týkající se světových událostí a katolického zpravodajství. Domácí distribuční platformu a archivy zpravodajské agentury získala společnost Our Sunday Visitor a využila je ke spuštění OSV News. 

## Historie
CNS byla založena v roce 1920 jako Tiskové oddělení Národní katolické sociální rady (National Catholic Welfare Council, NCWC), v 60. letech 20. století se z ní stala Národní katolická zpravodajská služba (National Catholic News Service), později, v roce 1986, vypustila ze svého názvu slovo „národní“, aby tak naznačila svůj záměr poskytovat zpravodajství po celém světě. Nyní je vlastněna USCCB, která je nástupcem NCWC.
V letech 2004–2016 vedl CNS jako ředitel a šéfredaktor Tony Spence. V dubnu 2016 byl odvolán poté, co řada katolíků kritizovala jeho příspěvky na Twitteru, které upřednostňovaly práva LGBT.
V únoru 2021 papež František na setkání s novináři CNS u příležitosti 100. výročí založení CNS ocenil CNS jako „neocenitelný přínos pro anglicky mluvící svět“.
4. května 2022 oznámila Catholic News Service, že na základě rozhodnutí USCCB ukončí 31. prosince 2022 svou činnost ve Spojených státech; CNS dodala, že její římská tisková kancelář bude nadále fungovat a „pokračovat ve zpravodajství o vatikánských a souvisejících mezinárodních událostech“. Domácí distribuční platformu a archivy zpravodajské agentury získala Our Sunday Visitor a využila je ke spuštění nového OSV News.

## Organizace
CNS se označuje za hlavní zdroj národních a celosvětových zpráv, které přináší americký katolický tisk. Je redakčně nezávislá a finančně soběstačná divize Konference katolických biskupů USA. Sídlí ve Washingtonu, DC, Spojené státy americké.
Dokumentární služba CNS, Origins, „zveřejňuje texty z Vatikánu, papeže, biskupů, Kongresu, Senátu, Nejvyššího soudu USA a církevních představitelů z celého světa“.